# Mylène Jampanoï
Mylène Jampanoï, egentligen Lena Jam-Panoï, född 12 juli 1980 i Aix-en-Provence , är en fransk skådespelare.
Jampanoï är dotter till en kinesisk far och en bretonsk mor.